# Chenice
Una chenice (χοῖνιξ, choinix) era una unità di misura di capacità per aridi in uso nell'antica Grecia, poteva variare a seconda della località.
La Chenice attica corrispondeva a 1,08 litri; La chenice egizia, differente da quella attica, corrisponde a 1/40 dell'artaba, cioè a litri 0,7277 o a 1/2 hin; 48 chenici alessandrine piene d'acqua corrispondono al peso di 100 libbre alessandrine o 108 libbre romane. È assai incerta l'esistenza di una chenice tolemaica di 2 hin. In Palestina si dava il nome di chenice a varie misure locali. Ivi sembra fosse in uso un cab eguale a 1/6 di saton che non era altro che la chenice attica.
Secondo Erasmo da Rotterdam "la chenice è l'unità di misura di una razione giornaliera di cibo, come in Omero... un tempo si distribuiva ai servi la razione quotidiana di cibo con la chenice..." (Adagi, ed. Bompiani, 2013, p. 77). Erasmo spiega, nell'Adagio 2 della prima Centuria, il significato del detto "Non stare seduto sulla chenice", trovato in san Girolamo.